# Eucalyptus angustissima
Eucalyptus angustissima ist eine Pflanzenart innerhalb der Familie der Myrtengewächse (Myrtaceae). Sie stammt ursprünglich aus dem südlichen Western Australia und wird dort „Narrow leaved Mallee“ genannt.

## Beschreibung

### Erscheinungsbild
Eucalyptus angustissima wächst in der Wuchsform der Mallee-Eukalypten, dies ist eine Wuchsform, die mehr strauchförmig als baumförmig ist, es sind meist mehrere Stämme vorhanden, die einen Lignotuber ausbilden; es werden Wuchshöhen von meist 1 bis 4 Meter, selten bis zu 8 Meter erreicht. Lignotuber sind holzige Wülste, die sich an der Stammbasis bilden und „schlafende Augen“ besitzen, dies ist eine Anpassung an Buschfeuer, dort kann das Gehölz neu austreiben. Die hellgrau, hellbraun, orangefarben und weißlich gefleckte Borke ist am ganzen Stamm glatt und besitzt keine Drüsen; es sind manchmal Bänder vorhanden. Im Mark der Zweige sind keine Öldrüsen vorhanden. Junge Exemplare besitzen im Querschnitt runde Stämme.

### Blatt
Bei Eucalyptus angustissima liegt Heterophyllie vor. Die immer wechselständig an den Zweigen angeordneten Laubblätter sind höchstens kurz (bis zu 2 mm) gestielt.
Die Laubblätter an jungen Exemplaren sind bei einer Länge von 4,5 bis 8 cm und einer Breite von 0,3 bis 0,4 cm elliptisch bis eiförmig, gerade und ganzrandig. Die untersten Jugendblätter sind matt bläulich-grün und die oberen glänzend grün.
Die aufrechten, glänzenden oder matten, gleichmäßig grün gefärbten und relativ dünnen Laubblätter an erwachsenen Exemplaren sind bei einer Länge von (selten 5,5 bis) 7 bis 11,5 cm lang und einer Breite von 0,15 bis 0,3 (selten bis zu 0,4) cm linealisch bis schmal lanzettlich, sichelförmig mit sich verjüngender Spreitenbasis und spitzem oder bespitztem oberen Ende, sowie glattem Rand. Nur der Mittelnerv ist erhaben, die Seitennerven und Netznerven sind kaum erkennbar. Getrocknete Laubblätter wirken gefurcht. Öldrüsen sind in den Interkostalfeldern deutlich oder kaum erkennbar.

### Blütenstand und Blüte
In Western Australia reicht die Blütezeit von August bis Dezember oder Januar. Der seitenständige Blütenstand ist einfach, sowie doldig, und enthält drei bis sieben Blüten. Der 0,2 bis 0,4 cm lange Blütenstandsschaft besitzt bei einem Durchmesser von etwa 3 mm einen schmal abgeflachten oder kantigen Querschnitt.
Die gestielten Blüten sind zwittrig, radiärsymmetrisch und vierzählig mit doppelter Blütenhülle. Die eiförmigen Blütenknospen sind nicht bemehlt oder bereift. Die Kelchblätter bilden eine früh abfallende, kahle „Calyptrata“ oder „Operculum“, die kugelig bis konisch, zwei- bis dreimal so lang wie der Blütenbecher und auch schaler als dieser ist. Der Blütenbecher (Hypanthium) ist kahl. Die Blüten sind weiß oder cremefarben. Die vielen Staubblätter sind in der Blütenknospe nach innen gebogen. Die länglichen bis nierenförmigen Staubbeutel öffnen sich mit einem kurzen, seitlichen Schlitz. Drei Fruchtblätter sind zu einem dreikammerigen Fruchtknoten verwachsen. Jede Plazenta besitzt vier Reihen mit Samenanlagen. Der lange, gerade Griffel endet in einer mehr oder weniger stumpfen Narbe.

### Frucht und Samen
Die gestielte Frucht ist bei einem Durchmesser von 0,5 bis 0,8 cm breit und flach becherförmig bis deutlich oder flach kugelig und angeschwollen unterhalb des Randes auf dem Niveau des Diskus und drei Fruchtfächern auf dem Niveau des Randes. Die lohfarbenen Samen sind bei einer Länge von 1,0 bis 2,5 mm abgeflacht eiförmig mit mehr oder weniger glatter Oberseite, manchmal etwas gefurchter Oberfläche und einem Hilum auf der Unterseite.

## Vorkommen

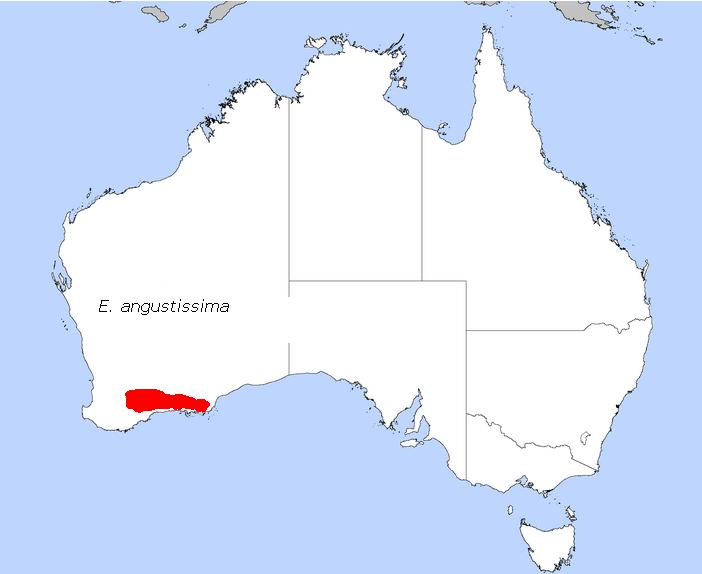
Verbreitungskarte

Das natürliche Verbreitungsgebiet von Eucalyptus angustissima liegt nur in Western Australia, hauptsächlich in den Gemeindegebieten von Esperance und Woodanilling.
In Western Australia gedeiht Eucalyptus angustissima auf weißen oder grauen Sand, Tonböden, Lehm oder manchmal salzhaltigen Böden, oft auf Salzebenen, an Salzpfannen oder auf Sandhügeln.

## Systematik
Die Erstbeschreibung von Eucalyptus angustissima erfolgte 1862 durch Ferdinand von Mueller in Fragmenta Phytographiae Australiae, Volume 3 (18), S. 25. Das Typusmaterial weist die Beschriftung: „Inter promontoria Point Malcolm et Point Dover. Mxw.“ auf; es wurde also in Western Australia, zwischen Point Maxwell und Point Dover gesammelt. Das Artepitheton angustissima ist die Steigerung des latinischen Wortes angustus für schmal und bezieht sich auf die Laubblätter, es sind die schmalsten aller älterer Eucalypten.
Bisher gab es zwei Unterarten, doch Eucalyptus angustissima subsp. quaerenda L.A.S.Johnson & K.D.Hill bekam durch Margaret Byrne in Recognition of Eucalyptus quaerenda (Myrtaceae) at specific rank. In: Nuytsia, Volume 15, 2004, S. 321 den Rang einer Art Eucalyptus quaerenda (L.A.S.Johnson & K.D.Hill) Byrne.
Eucalyptus angustissima gehört zur Serie Angustissimae der Untersektion Destitutae aus der Sektion Bisectae in der Untergattung Symphyomyrtus innerhalb der Gattung Eucalyptus. Gemeinsam sind dieser Verwandtschaftsgruppe die Y-förmigen Keimblätter (Kotyledonen) und das Fehlen von Öldrüsen im Mark der Zweige.